# 比谢尔·哈苏奈
比谢尔·哈苏奈（阿拉伯语：‎，1969年1月27日—），又译比什尔·哈萨瓦纳，是一名約旦政治人物和外交官，曾擔任約旦首相兼國防大臣。
哈蘇奈曾任約旦駐埃及、法國、肯亞、衣索比亞、非洲聯盟、阿拉伯國家聯盟和教科文組織大使。他也曾擔任約旦和平進程與談判局總協調員兼局長。他曾在2016年至2017年間擔任外交國務部長。隨後，他在2017年至2018年期間擔任法律事務國務大臣。2019年 4 月至2020年8月期間，他擔任國王阿卜杜拉二世的顧問，負責哈希姆王室宮廷的溝通與協調。在被任命為首相之前，哈蘇奈一直擔任國王的政策顧問。

## 生平
哈蘇奈的父親哈尼是復興黨領袖。他曾就讀於倫敦大學亞非學院，後來獲得倫敦政治經濟學院法學博士學位。。他2007年的博士論文題為《評估巴勒斯坦難民出身的約旦國民的返回權和賠償權，以及約旦根據國際法代表他們向以色列提出和針對以色列提出相關索賠並根據1994年約旦-以色列和平條約的締結作為東道國尋求賠償的權利》。
2004年10月，哈蘇奈在聯合國大會第59屆會議上發表演說。2012年6月至2016年9月，哈蘇奈擔任約旦駐埃及大使。
2016年9月28日，他被任命為哈尼·穆爾基內閣的外交國務部長。2017年1月15日，在哈尼·穆爾基首相的內閣改組中，他被任命為法律事務國務大臣。2018年8月31日，哈蘇奈宣誓就任約旦駐法國大使。
2019年4月23日，他被任命為哈希姆王室國王阿卜杜拉二世的溝通與協調顧問。2020年8月18日，他被任命為國王政策顧問。
2020年10月8日，阿卜杜拉二世國王任命他為首相，指示他提高國家應對COVID-19在約旦流行的能力。他也負責監督2020年11月的議會選舉。他的內閣於2020年10月12日宣誓就職，他還在內閣中擔任國防大臣。哈蘇奈表示他希望對約旦經濟進行全面改革，同時專注於發展公共安全網和規劃切合實際的政府預算。哈蘇奈於2021年1月在約旦議會發表演說時宣布，約旦將從BioNTech/輝瑞公司獲得100萬劑COVID-19疫苗，並從全球疫苗和免疫聯盟（GAVI）、世界衛生組織（WHO）和流行病預防創新聯盟（CEPI）領導的COVAX計畫中獲得200萬劑疫苗。

## 外部連結
- Prime Ministry （页面存档备份，存于） (in Arabic)
- 比谢尔·哈苏奈的X（前Twitter）

| 官衔                   | 官衔                 | 官衔 |
| ---------------------- | -------------------- | ---- |
| 前任者： 奧馬爾·拉扎茲 | 約旦首相 2020年—至今 | 現任 |